# Římskokatolická farnost Veselí nad Moravou
Římskokatolická farnost Veselí nad Moravou je územní společenství římských katolíků s farním kostelem svatých Andělů strážných v děkanátu Veselí nad Moravou. 

## Historie farnosti
Farní kostel sv. Andělů strážných je bývalý klášterní kostel řádu servitů z let 1717–1734. 

## Duchovní správci
K lednu 2017 je farářem a zároveň děkanem veselského děkanátu Mons. Václav Vrba.

## Bohoslužby
| Kostel                   | Místo              | Bohoslužba (den)                                 | Hodina                                              | Poznámka     |
| ------------------------ | ------------------ | ------------------------------------------------ | --------------------------------------------------- | ------------ |
| svatých Andělů strážných | Veselí nad Moravou | neděle pondělí úterý středa čtvrtek pátek sobota | 7.30, 10.00, 18.00 18.00 6.40 18.00 6.40 18.00 6.40 | farní kostel |

## Aktivity ve farnosti
Ve farnosti se pravidelně koná tříkrálová sbírka.
V listopadu 2018 ve farnosti uděloval svátost biřmování biskup Josef Nuzík. 